# Фоли, Джеймс (фотожурналист)
Джеймс Райт Фо́ли (англ. James Wright Foley; 18 октября 1973, Рочестер, Нью-Гэмпшир — 19 августа 2014, Ракка, Сирия) — независимый американский фотожурналист, работавший на службе онлайн-новостей GlobalPost. Был похищен на северо-западе Сирии 22 ноября 2012 года. Фоли был казнён 19 августа 2014 года, или ранее, боевиками джихадистской террористической группировки «Исламское государство» в отместку за авиаудары ВВС США по расположению их частей в Ираке. 

## Биография

### Молодые годы
Джеймс Фоли родился 18 октября 1973 года в Рочестере в штате Нью-Гэмпшир в семье Джона и Дианы Фоли, став старшим среди пяти братьев и сестёр. Был воспитан в католической вере. Учился в Кингсвудской региональной средней школе в Вульфборо, штат Нью-Гемпшир.
В 1996 году окончил Университет Маркетта, в 2003 году прошёл учебную программу для поэтов и писателей в Массачусетском университете Амхёрста, а 2008 году — Медиллскую школу журналистики Северо-западного университета.
Начал свою карьеру с профессии преподавателя в Аризоне, Массачусетсе и Чикаго, а в середине 2000-х годов перешёл к фотожурналистике. В 2009 году ехал в Ирак — работать в обучающих программах, финансируемых USAID. В 2010 году уехал в Афганистан, чтобы стать независимым журналистом, где в январе 2011 года присоединился к газете «Stars and Stripes». Два месяца спустя он был задержан американской военной полицией в Кандагаре по подозрению в хранении и использовании марихуаны. 3 марта 2011 года Фоли признал этот факт и ушёл со своего поста.

### Первый плен
В апреле 2011 года Фоли, работавший на «GlobalPost», вместе с тремя другими журналистами был задержан у Бреги в Ливии силами, лояльными Муаммару Каддафи; фотокорреспондент Антон Хаммерл был убит. Фоли был освобождён из тюрьмы 44 дня спустя. В 2012 году в интервью «BBC» Фоли говорил: «меня притягивает драматизм конфликтов и я стараюсь рассказать о ещё не сказанном. Я сталкиваюсь с крайними проявлениями насилия, но я также обладаю интересом к тому, чтобы узнать, что реально движет этими людьми». Этот опыт не помешал ему, он быстро вернулся в Ливию и был на месте убийства Муаммара Каддафи с корреспондентом «GlobalPost» Трейси Шелтон 20 октября 2011 года.

### Второй плен и казнь
22 ноября 2012 года в ходе поездки в город Тафтаназ в мухафазе Идлиб в Сирии Фоли, в то время внештатный корреспондент «France-Presse», был вместе с коллегой похищен боевиками. Отец Фоли, Джо, сказал: «мы хотим, чтобы Джим вернулся домой, по крайней мере, нам нужно поговорить с ним и удостовериться, что с ним всё в порядке».
Его местонахождение оставалось неизвестным до 19 августа 2014 года, когда компания «Аль-Фуркан» — официальный информационный орган группировки «Исламское государство» - разместила после 17:00 по восточному американскому времени на сайте «YouTube» пропагандистское видео под названием «Послание Америке» (англ. A Message To America), на котором обритый Фоли, одетый в оранжевый комбинезон, стоит на коленях, явно преодолевая внутреннее сопротивление и находясь под принуждением читает подготовленное боевиками заявление, призывающее американцев прекратить поддерживать правительство США, его бомбардировки баз ИГ в Ираке и обращается к своему брату Джону, морскому пехотинцу, служившему в Ираке:

Я призываю всех своих друзей, родных и близких восстать против моих настоящих убийц — правительства Соединённых Штатов. Всё, что со мной случится, — это результат их самодовольства и преступных намерений. Я прошу своих любимых родителей — сохраните остатки моего достоинства и не принимайте той жалкой подачки за мою смерть от людей, которые фактически вколотили последний гвоздь в крышку моего гроба с помощью воздушных налётов на Ирак. Я обращаюсь к своему брату Джону, который является членом ВВС США, подумать о том, что ты делаешь, думал ли ты о жизни, когда уничтожал в том числе свою собственную семью. Я призываю тебя, Джон, подумать о том, кто недавно принял решение бомбить Ирак и убить тех людей, кем бы они ни были. Подумай Джон, кто их на самом деле убил? Разве они думали обо мне, о моей семье, когда принимали решение? Я умер в тот день, Джон, когда твои коллеги сделали бомбу, сброшенную на тех людей — они подписали моё свидетельство о смерти. Хотел бы я, чтобы у меня было больше времени, хотел бы освободиться и снова увидеть родных — но корабль ушёл. Хотел бы я не быть американцем.
Оригинальный текст (англ.)I call on my friends, family and loved ones to rise up against my real killers, the US government, for what will happen to me is only a result of their complacency and criminality. My message to my beloved parents: save me some dignity and don’t accept any compensation for my death, from the same people who effectively hit the last nail in my coffin with a recent aerial campaign in Iraq. I call on my brother John, who is member of the US Air Force, think about what you are doing, think about lives you destroy including those of your own family. I call on you John, think about who made the decision to bomb Iraq recently and kill those people, whoever they may have been. Think John, who did they really kill? Did they think about me, you our family when they made that decision? I died that day John, when your colleagues dropped that bomb on those people – they signed my death certificate. I wish I had more time, I wish I could have the hope of freedom and see my family once again, but that ship has sailed. I guess all in all, I wish I wasn’t American.

После этого человек, с ног до головы одетый в чёрную одежду, размахивающий ножом, с явным британским акцентом грозит правительству США:

Вы больше не сражаетесь с мятежниками. Мы являемся исламской армией и государством, которые признаются многими мусульманами мира, так что, в сущности, любая агрессия по отношению к Исламскому государству - это агрессия по отношению к мусульманам всех слоёв общества, которые приняли Исламский Халифат как своё руководство, поэтому любая попытка Обамы лишить мусульман права жить в исламском халифате приведёт к кровопролитию среди вас. Жизнь американского гражданина, Обама, зависит от твоего следующего шага.
Оригинальный текст (англ.)You're no longer fighting an insurgency, we are an Islamic army, and a state that has been accepted by large number of Muslims world wide, so effectively, any aggression towards the Islamic State, is aggression towards Muslims from all walks of life who has accepted the Islamic caliphate as their leadership, so any attempt by you, Obama, to deny the Muslims their rights of living in safety under the Islamic caliphate will result in the bloodshed of your people. The life of this American Citizen Obama, depends on your next decision.

Затем он приставил нож к горлу своей жертвы, и видео затемняется. Новый кадр — голова Фоли покоится на его теле с закованными в наручники руками, лежащем на земле. Боевик также сказал о нахождении в заложниках другого американского журналиста «Time», Стивена Джоэла Сотлоффа (похищен в августе 2013 года), который может быть казнён, если США не остановят авиаудары.
Ранее, в видеообращении на английском языке, опубликованном в интернете, представители ИГ пообещали «повсюду» нападать на американцев, если США не прекратит авиаудары: «Мы утопим всех вас в крови». Как позже стало известно, военными предпринималась попытка освобождения Фоли, однако она не удалась, так как, по заявлению официального представителя Пентагона контр-адмирала Джона Кирби, на указанном месте заложников не оказалось, что было позже официально признано министром обороны Чаком Хейгелом, как и информирование Обамы об операции. Также боевики требовали выкуп за Фоли в размере 100 млн долларов, но власти США отказались платить, а за неделю до его гибели родственники получили электронное письмо с требованием нового выкупа в 132 млн долларов или Фоли будет казнён в отместку за авиаудары США. В то же время боевики предложили обменять Фоли на пакистанскую женщину-учёного Аафию Сиддики, приговорённую к 86 годам тюрьмы за нападение на офицеров армии США и агентов ФБР в Афганистане
24 августа в соцсети «Facebook» семья Фоли опубликовала его письмо из плена, в котором он пишет: «мысли о семье и друзьях переносят меня далеко отсюда и наполняют моё сердце счастьем», вспоминая «об отличном времени, проведённом с семьёй», например, как играл в детстве с братьями и сёстрами, ходил в магазин с отцом или катался на велосипеде с мамой. По словам Фоли, в одном помещении с ним содержались 17 человек — они обсуждали спорт, фильмы и повседневную жизнь, устраивали турниры по шахматам.

#### Реакция и расследование
Семья Фоли подтвердила его смерть. Его мать, Диана Фоли, сказала: «мы никогда не гордились Джимом больше, чем сейчас. Он отдал свою жизнь ради того, чтобы рассказать миру о страданиях сирийского народа». От имени своей семьи она попросила «похитителей сохранить жизнь оставшимся заложникам. Как и Джим, они ни в чём не виновны. Они не контролируют политику американского правительства по Ираку, Сирии или какой-либо другой части мира». Отец, Джон, сказал: «он был вдохновением для нас и многих других. Мы скучаем по его мужеству, его любви, его решимости, его смеху и улыбке». Сотрудники ФБР, побеседовав с членами семьи, заявили, что «нет причин сомневаться в подлинности этого видео».
После начала активной пересылки видеозаписи между пользователями генеральный директор «Твиттер» Дик Костоло сообщил: «мы активно замораживали и продолжаем замораживать аккаунты, которые связаны с этим изображением». В свою очередь, многие блогеры начали распространять хештег #УважайтеДжеймсаФоли (#RespectJamesFoley). Видео, размещённое на сайте «YouTube», было удалено за нарушение правил, запрещающих изображение сцен насилия, а руководство Твиттера заблокировало аккаунты представителей ИГ.
Британский аналитик Элиот Хиггинз предоставил доказательства того, что Фоли был убит к югу от сирийского города Ракка
- ООН:

Официальный представитель генерального секретаря ООН Пан Ги Муна Стефан Дужаррик сообщил, что он «осуждает решительным образом ужасающее убийство журналиста Джеймса Фоли, отвратительное преступление, которое демонстрирует, как кампания террора группировки „Исламское государство“ продолжает угнетать народы Ирака и Сирии. Виновные в этом и других ужасных преступлениях должны быть привлечены к суду».
В специальном заявлении Совета Безопасности ООН было подчёркнуто, что все виновные в смерти Фоли должны быть привлечены к ответственности, а все страны обязаны присоединиться к борьбе с джихадистами:
Совбез решительно осуждает это чудовищное и трусливое убийство Джеймса Фоли. Этот инцидент — трагическое напоминание об опасностях, с которыми сталкиваются журналисты в Сирии каждый день. Это также в очередной раз показывает жестокость "Исламского государства", ответственного за тысячи нападений на сирийский и иракский народ
.
- ОБСЕ:

Представитель ОБСЕ по свободе прессы Дуня Миятович выразила соболезнования семье и друзьям убитого репортёра, назвав расправу над ним «трагедией для всего журналистского сообщества», так как «журналисты, подобные Фоли, открывают нам глаза, их репортажи осветляют нас и дают информацию о значимых событиях из дальних частей мира, — передавая истории, которые без них остались бы нерассказанными».
- США:

Представитель Совета национальной безопасности США при Белом доме Кейтлин Хэйден сказала, что «мы видели запись, на которой якобы изображено убийство „Исламским государством“ гражданина США Джеймса Фоли. Разведсообщество работает над тем, чтобы как можно скорее определить её аутентичность. Если она подлинная, мы потрясены жестоким убийством невиновного американского журналиста и выражаем глубочайшие соболезнования его семье и друзьям». Позже она сообщила, что «американское разведывательное сообщество проанализировало недавно опубликованные видео, на которых запечатлены граждане США Джеймс Фоли и Стивен Сотлофф. Мы пришли к мнению, что эти записи подлинные». Пресс-секретарь Белого дома Эрик Шульц сообщил, что Обама узнал о существовании видео и «будет продолжать получать регулярные обновления информации».
Президент США Барак Обама сказал, что «сегодня весь мир потрясён зверским убийством Джима Фоли террористической группировкой ИГИЛ. Я разговаривал с семьёй Фоли и сказал, что у нас всех разбито сердце от этой потери. Мир формируется такими людьми, как Джим Фоли и подавляющее большинство человечества, которое шокировано этим убийством», так как «нет веры, учащей людей резне невинных», добавив, что «Соединённые Штаты Америки продолжат делать то, что мы обязаны делать — защищать наш народ. Мы будем бдительны. Когда американцам причиняют вред где бы то ни было, мы делаем всё необходимое, чтобы правосудие восторжествовало. С одним мы все можем согласиться — такой группировке, как ИГИЛ, нет места в двадцать первом веке».
Президент Национального пресс-клуба США Майрон Белкайнд сказал, что «мы осуждаем казнь журналиста, который выполнял свой долг. Мы шлём свои соболезнования родителям Джеймса, Джону и Диане Фоли, которые, не переставая, искали по всему миру своего сына. Он был уникальным и смелым фотографом, который пренебрёг своей личной безопасностью, чтобы освещать ситуацию в Сирии. Джеймс заплатил за это своей жизнью».
Генеральный прокурор США Эрик Холдер заявил о начале официального расследования убийства, так как те, кто причастны к подобным преступлениям, должны знать, что им не укрыться от правосудия. В свою очередь, Обама пообещал добиться правосудия над «террористами-варварами», но на это может потребоваться время, так как «искоренение такой заразы как ИГИЛ не будет лёгким и не будет быстрым».
- Великобритания:

Премьер-министр Великобритании Дэвид Кэмерон назвал видео шокирующим, и прервал свой отпуск в графстве Корнуолл. Позже он сообщил, что «мы не установили личность человека на видео, но, по поступающим нам сведениям, вероятность того, что он гражданин Великобритании, возрастает. Это глубоко шокирующее известие».
Министр иностранных дел Великобритании Филип Хэммонд в эфире радиостанции «BBC» назвал убийство журналиста представителем ИГ с британским акцентом «ужасающим примером жестокости этой организации. Нам прекрасно известно, что значительное число граждан Британии совершают ужасные преступления, участвуя в джихаде с „Исламским государством“ и другими экстремистскими организациями. Мы следим за этим уже много месяцев и действуем в соответствии с ситуацией, и, мне кажется, видео ничего не изменит. Не исключено, что казнь журналиста совершил британец, однако для окончательных выводов ещё требуется дополнительная проверка. Мы уже давно предупреждаем, что на территории Сирии, а сейчас и в Ираке находится значительное число британцев. Именно поэтому всё то, что сейчас происходит в этих странах, представляет прямую угрозу и для нас, так как получившие опыт боёв террористы могут вернуться к себе домой в Великобританию». Позже, Хаммонд, говоря о халифате, заявил, что «нет никакого сомнения, что подобное государство станет базой для нападения на страны Запада. Движение ИГ ведёт сейчас войну против арабских стран, против традиционного мусульманского общества, против Запада. И мы должны исходить из этого положения в своих действиях в отношении ИГ», а «даже если мы нанесём ему поражение, то воевавшие в составе ИГ боевики из Великобритании и других стран Евросоюза, вернувшись на родину, будут представлять огромную угрозу для национальной безопасности. Мы не исключаем, что эти люди продолжат вооружённую борьбу у себя дома — в ЕС, Австралии, США и арабских странах. У нас есть полномочия арестовывать их по возвращении на британскую территорию. При этом, они могут стать объектом судебного преследования за действия, совершённые на Ближнем Востоке». Одновременно, сотрудники лингвистической лаборатории Скотланд-Ярда начали изучение видеозаписи. По некоторым данным, убийца родом из Лондона или юго-востока Англии — графств Кент или Эссекс, а в Сирии он входит в группу «Beatles» из трёх британских джихадистов под кличками Джон, Пол и Ринго, охраняющих пленных журналистов.
По результатам совместного расследования ФБР, MI5 и Скотланд-ярда, вероятными подозреваемыми являются Абдель-Маджид Абдель Бари (23 года, бывший музыкант, уехал из Лондона «ради Аллаха», публиковал фотографию, где держит в руках отрезанную голову солдата армии Сирии, его отец Адель-Абдель Бари являлся одним из приближённых Усамы бен-Ладена и содержится в тюрьме в США в ожидании суда по обвинению в терроризме), Абу Хусейн аль-Британи (настоящее имя Джунаид Хусейн, хакер из Бирмингема, бежал в Сирию), Абу Абдулла аль-Британи (использует социальные сети для вербовки молодых людей, предположительно голос Джона принадлежит ему).
- Франция:

Президент Франции Франсуа Олланд со всей строгостью осудил варварскую казнь журналиста джихадистами «Исламского государства», так как данная террористическая организация «защищает лишь жестокость и фанатизм», а Фоли исполнял свой долг в горячих точках, несмотря на угрозу жизни.
Министр иностранных дел Франции Лоран Фабиус заявил, что «если информация о казни подтвердится, это гнусное убийство вновь подтвердит, каково истинное лицо „варварского халифата“. Сегодня, как никогда, Франция привержена защите права журналистов работать в полной безопасности. Виновные в подобных варварских действиях ни в коем случае не должны остаться безнаказанными».
Руководитель «France-Presse» Эмманюэль Ог сообщил, что «это не просто трагедия, это, в первую очередь, варварство. Осудить его — не просто долг, это часть борьбы за всех тех, кто считает, что свобода информации — это высшая ценность демократического общества»". Глава дирекции информации Мишель Леридон сказала, что «знакомые с ним и его работой журналисты агентства описывают его как скромного и мужественного человека, который умел за информацией передать человеческие образы. Его снимки и качество журналистской работы внесли особый вклад в освещение конфликта в Сирии. Кроме слов и снимков у журналистов для выполнения их долга оружия нет. Посягательства на их свободу и жизнь — это подлые и гнусные действия».
- Германия:

Пресс-секретарь канцлера ФРГ Ангелы Меркель, Штефан Зайберт осудил от её имени это «варварское и беспощадное убийство».
- Италия:

Президент Италии Джорджо Наполитано направил телеграмму Обаме с соболезнованиями родственникам Фоли и всему американскому народу:
Я с ужасом узнал новость о варварском убийстве журналиста Джеймса Фоли. Я бы хотел выразить, в том числе и от имени итальянского народа, самое решительное осуждение этому ужасающему и гнусному акту, который возвращает тёмное и далёкое прошлое, попирая высшую ценность человеческой жизни и нарушая основное право на свободу информации и независимость.
- Сирия:

Глава Союза журналистов Сирии Элиас Мурад решительно осудил убийство, сообщив, что у боевиков в плену находится большое число журналистов.
Официальный представитель президента Сирии Башара Асада Бутайна Шабаан сообщила, что ООН располагала информацией о том, что Фоли был убит в прошлом году. Однако, руководитель «GlobalPost» Фил Бальбони сказал, что «это абсолютная ложь, которая противоречит очень серьёзным и неоспоримым доказательствам. Мы располагаем многочисленными свидетельствами очевидцев — заложников, которые до последнего месяца содержались вместе с Джимом».
- Россия:

Уполномоченный Министерства иностранных дел РФ по вопросам прав человека, демократии и верховенства права Константин Долгов сказал, что «варварское убийство террористами ИГИЛ американского журналиста Джеймса Фоли, пропавшего два года назад в зоне боев на территории Сирии, вызывает возмущение. Подобным бесчеловечным действиям нет и не может быть никакого оправдания. Выражаем соболезнования родным и близким погибшего, сочувствие его коллегам».
Союз журналистов России выразил свои «самые искренние и глубокие соболезнования родным, близким и коллегам журналиста Джеймса Фоли, зверское убийство которого боевиками ИГИЛ шокировало весь мир. Это преступление, совершённое против безоружного журналиста, до конца выполнявшего свой профессиональный долг, не должно остаться безнаказанным. Скорбим и отдаём дань мужеству Джеймса вместе с вами».

## Память
В 2014 году имя Фоли было увековечено на Мемориале журналистов в Музее журналистики и новостей в Вашингтоне.